# Oospila delicatescens
Oospila delicatescens är en fjärilsart som beskrevs av Dyar 1914. Oospila delicatescens ingår i släktet Oospila och familjen mätare. Inga underarter finns listade i Catalogue of Life.